# Pat Martino
Pat Martino (Filadelfia, 25 de agosto de 1944 - Ibidem, 1 de noviembre de 2021) fue un guitarrista estadounidense de jazz. Aparte de algunas incursiones en el jazz tradicional, su estilo oscila entre el hard bop y el soul jazz.

## Biografía
Comenzó a tocar profesionalmente a los quince años de edad. Trabajó pronto en grupos, como en los liderados por Willis "Gator" Jackson, Red Holloway y por una serie de organistas como Don Patterson, Jimmy Smith, Jack McDuff, Richard "Groove" Holmes y Jimmy McGriff. Tras tocar con John Handy (1966), empezó a liderar sus propios grupos en sesiones para Prestige, Muse y Warner Bros., demostrando interés en la vanguardia jazzística, el rock, el pop y las llamadas músicas del mundo, al incorporarlas a su estilo hard bop.
En 1980 se sometió a una operación cerebral para corregir una aneurisma que le provocó la pérdida de la memoria y cualquier habilidad para tocar. Empezó a tocar de nuevo escuchando sus propios discos en 1984 pero su regreso se produciría en 1987, con The Return. Aunque con una actividad menor que antes de la operación, Martino consiguió recuperar la forma, grabando otra vez para Muse y Evidence. Su última compañía discográfica fue Blue Note.

### Codificación menor
Martino codificó lo que él denominaba "Conversion to minor": equivalente o similar a dar un sonido menor para cualquier acorde sea este mayor, dominante o semidisminuido.
Estas equivalencias están reflejadas por la distancia interválica en la cual se establece.
Por ejemplo:
- Si el acorde es menor se tocará menor desde su tónica: Am7 = Am
- Si el acorde es mayor también se tocará un acorde menor una 3.ª menor descendente: Amaj7 = F#m
- Si el acorde es semidisminuido se tocará un acorde menor una 3.ª ascendente: Am7b5 = Cm
- Si el acorde es dominante extendido (proveniente de una sucesión de dominantes)se tocará un acorde menor ubicado una 5.ª ascendente o 4.ª descendente: A7 = Em
- Si el acorde es dominante alterado se tocará un acorde menor un semitono ascendente: A7 alt = Bbm.